# Sierd de Vos
Sierd de Vos (Veldhoven, 29 augustus 1959) is een Nederlands sportverslaggever. Hij staat bekend om zijn kennis van het Spaanse voetbal alsook zijn stijl als commentator, hetgeen hem de status van cultheld bezorgde. De Vos werkte achtereenvolgens voor de NOS, KRO, AVRO, TROS, RTL, FilmNet, Canal+, SBS6, Talpa, Sport1, WKProducties, Eyeworks, Southfields EA TV (EA sports FC25)

## Biografie
De Vos studeerde aan de School voor Journalistiek in Utrecht en deed daarna een studie Algemene Letteren aan de toenmalige Rijksuniversiteit aldaar. In 1974 was hij al werkzaam voor de lokale zender De Zonnegolf in Apeldoorn. In 1980 werd hij aangenomen bij de NOS en maakte daar nieuwsonderwerpen voor de radio- en televisie-uitzendingen. Zijn televisiecarrière begon achter de schermen, met het maken en regisseren van sportonderwerpen, maar gaandeweg kwam De Vos meer onder de aandacht. Hij maakte ook items tijdens het Europees kampioenschap voetbal 1988 voor het programma TROS Sport. Een van zijn meest bekende momenten was bij de Olympische Spelen van 1992, toen hij, nadat Ellen van Langen goud haalde, haar kuste op de wangen, vanuit het persvak en nadien een mobiele telefoon overhandigde, zodat ze met het thuisfront kon bellen.
Bij een vriendschappelijke wedstrijd tussen het paralympisch voetbalteam van 1992 en de Studio Sport-verslaggevers, met onder meer Evert ten Napel, Emile Schelvis en Frank Snoeks, wist hij ook op te vallen door voor zijn eigen wedstrijd te laat te arriveren, vanwege een naar eigen woorden auto-ongeluk door "een hek dat plots op de weg stond".
In 1995, na 15 jaar gewerkt te hebben voor de publieke omroep, kwam het tot een breuk met de NOS. De Vos vond dat hij niet genoeg kansen kreeg en zich te veel moest beperken tot achter de schermen materiaal. Hij merkte op dat het steeds dezelfde personen uit de oude garde waren die de belangrijke wedstrijden mochten verslaan. Hij besloot ontslag te nemen en aan de slag te gaan bij FilmNet en verdubbelde daarmee tevens zijn salaris. Dit betekende ook het einde van het partnerschap tussen De Vos en Kees Jansma, die zich als vaderfiguur en mentor voor De Vos had opgesteld. De breuk tussen de twee duurde echter niet lang, want in 1997 volgde Jansma De Vos naar Canal+, de opvolger van Filmnet.
De Vos is werkzaam bij Infostrada Sports group, waardoor hij als commentator bij verschillende commerciële zenders werkte, onder meer SBS en RTL. Bij die laatste deed hij altijd de Jupiler League en liet hij zijn sporen na door altijd enthousiast verslag te doen, ongeacht het niveau van de wedstrijd. Vanaf 2008 doet hij ook verslag voor de opvolger van Canal+, Sport1, waar ook onder meer oud-collega's Kees Jansma en Emile Schelvis werken.
In de zomer van 2012 was het de bedoeling dat hij voor het RTL televisieprogramma VI Oranje reportages ging maken, maar het bleef slechts bij één reportage. Van 9 juni t/m 12 juli 2014 maakte hij wel dagelijkse reportages voor VI Oranje vanuit Brazilië. Hij staat bekend om zijn verhalen over onder meer plaatselijke restaurants, gebouwen en het weer.

## Stijl
De Vos is vaak nadrukkelijk 'aanwezig' in eigen programmaonderdelen, wat hem de bijnaam "bescheidenheid Sierd de Vos" opleverde. Deze als brutaal omschreven reportagestijl levert in ruil wel vaak originele reportages op vanuit invalshoeken die andere reporters en redacties links laten liggen. Zijn benadering maakt hem tot een gewild reportagemaker bij verscheidene zenders. Bij interviews komt De Vos vaak zelf in beeld, naar eigen zeggen omdat zijn werkgevers dit verlangen. Zijn interview met Iker Casillas na afloop van Real Madrid - Ajax is beroemd, waarin hij tot jolijt van Casillas zelf hem omschrijft als "staatsvijand nummer één" van Nederland.
Wat de meeste reacties oproept, is De Vos zijn stijl als commentator bij livewedstrijden, vooral in de Spaanse competitie. Hij heeft een vast gebruik van enkele unieke uitdrukkingen zoals "koekoek" bij het door de benen spelen of dollen van een tegenstander of het op zijn Zuid-Amerikaans uitspreken van "goaaaal". Zijn vertelstijl is ook wereldwijd uniek te noemen. De Vos gelooft niet in de klassieke stijl van vertellen wat er op het veld gebeurt aangezien de kijker dit ook kan zien en zeker bij een betaalzender de kijker geacht wordt te weten welke speler er aan de bal is. 
De Vos lost dit op door te vertellen over zogenaamde randzaken, gaande van privésituaties van spelers tot lessen geschiedenis over de club in kwestie, vaak minutenlang, enkel onderbroken als er een grote kans in de wedstrijd zich opdringt, waarna hij gewoon verdergaat met zijn verhaal. De Vos is ook gekend voor zijn culinaire tips voor Spaanse restaurants en geeft zelfs specifieke menutips. Ook zijn affiniteit of aversie tegenover bepaalde clubs of personen schijnt door in zijn commentaar, vooral zijn liefde voor Atlético Madrid is alom gekend. Na besparingen bij Sport1 verslaan de commentatoren de wedstrijden niet meer vanuit het stadion, maar vanuit een zelfbenoemde "bezemkast" in Amsterdam. De Vos laat het tijdens wedstrijden echter uitschijnen dat hij in het stadion zit om zo te trachten de wedstrijd meer sfeer te bezorgen.

### Kritiek
Deze stijl roept veel gemengde reacties op en er zijn een aantal prominente critici van De Vos. Columnist Nico Dijkshoorn heeft zowel op televisie als in zijn columns commentaar geuit. In één column betichtte hij De Vos van het vragen van een onredelijke gage bij een optreden bij een amateurclub. In een tegenreactie verweet De Vos Dijkshoorn zelf te veel geld te vragen en beweerde hij dat hijzelf er enkel voor een symbolische vergoeding aanwezig was. Johan Derksen omschreef de stijl van Sierd de Vos als "mensonterend", "minachting voor de kijker" en hij begreep niet hoe "iemand in 20 minuten zoveel onzin kan uitslaan" en is hij van mening dat een commentator gewoon moet beschrijven wat er op het veld gebeurt. Er is echter een kanttekening te maken aan deze kritiek, aangezien volgens De Vos zelf Johan Derksen in een column in het blad Voetbal International begin jaren tachtig De Vos positief omschreef, wat de ontdekking van De Vos betekende. Ook in 2002 omschreef Derksen De Vos als "een fenomeen in het maken van achtergrondreportages".
Onder het grote publiek zijn er een aantal die hem de beste commentator vinden, alsook een aantal die zich continu storen aan zijn stijl, een neutrale mening over hem is zelden aanwezig, wat hem een cultstatus opleverde. Hij werd echter bij peilingen in het weekblad Voetbal International en online bij NUSport met voorsprong verkozen tot beste commentator, wat opmerkelijk is gezien hij alleen commentaar geeft op een betaalzender.

## FIFA
Sinds 2020 levert De Vos samen met Jeroen Grueter het commentaar op het computerspel FIFA.